# Trisetum kangdingense
Trisetum kangdingense är en gräsart som först beskrevs av Zhen Lan Wu, och fick sitt nu gällande namn av Sylvia Mabel Phillips och Zhen Lan Wu. Trisetum kangdingense ingår i släktet glanshavren, och familjen gräs. Inga underarter finns listade i Catalogue of Life.